# Бір

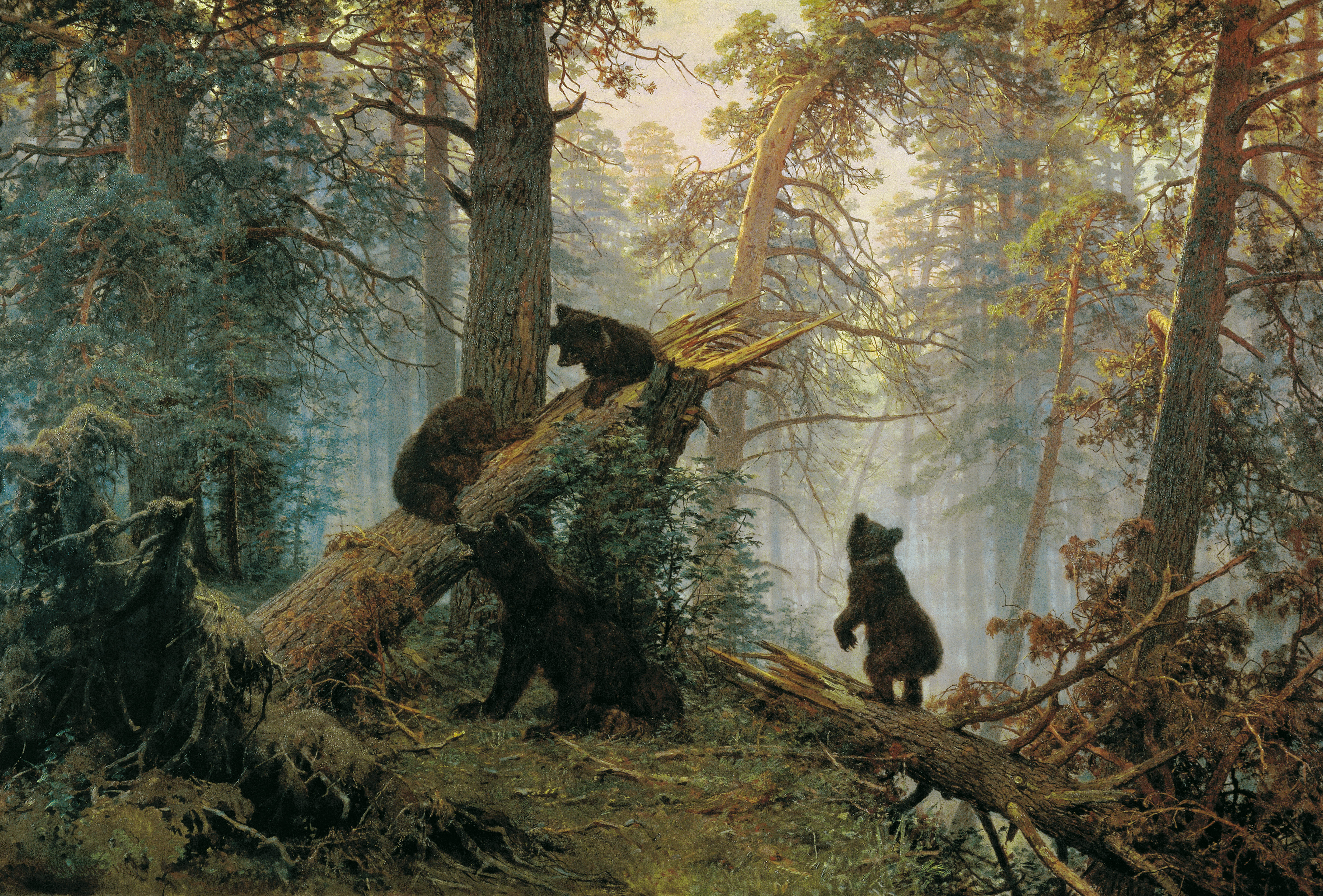
І. І. Шишкін «Ранок в сосновому бору»

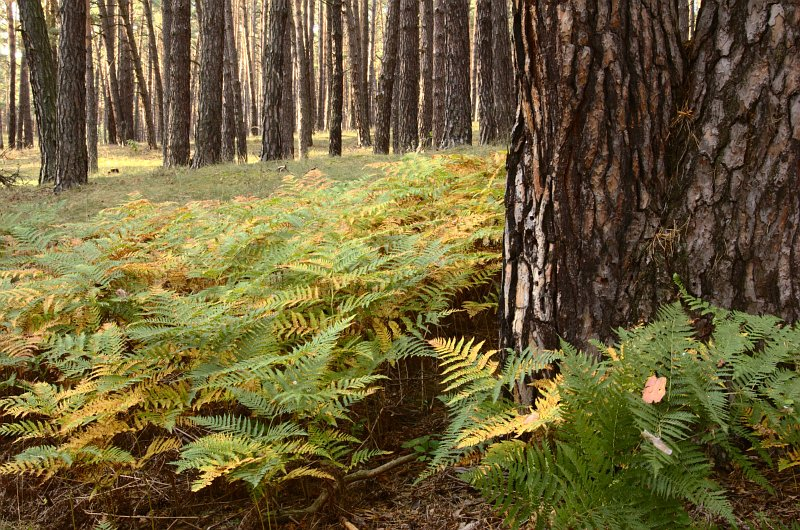
Типовий бір у Словаччині

Бір (бори́) — сосновий або інший шпильковий ліс; також мішаний ліс з переважанням сосни. Типи лісорослинних умов, що характеризуються дуже бідними ґрунтами і оліготрофною рослинністю. Залежно від клімату, такі місцезростання можуть являти собою глибокі піски з надзвичайно малою домішкою глинистих частинок або інші ґрунти з обмеженою кількістю дрібнозему: рихляк, уламки породи з окремими невеликими частинками кремнезему, піщаними та вапняковими домішками. Типи — сосновий бір, кедрово-сосновий бір. Також — боровий ліс, сосняк (сосновий гай, ліс; соснова памолодь).

## Опис
Лісорослинний ефект борів дуже обмежений — найчастіше це соснові деревостани на бідному піщаному ґрунті, іноді з домішкою берези. Для борів, що не досягають повної зімкнутості, характерні чисті одноярусні деревостани, підлісок відсутній, лише в найкращих умовах може зустрічатися у рідкому вигляді з деяких видів верб, ялівця, горобини, зіноваті, одиничних екземплярів ялини, а на півдні — дубу. Серед трав панують лишайники, поширені верес, брусниця, чорниця, буяхи, журавлина, багно, андромеда, мохи, плевроцій Шребера, дикран хвилястий, зозулин льон, сфагнум.
Розрізняють 5 типів борів за вологістю:
- дуже сухий (А0) і сухий (А1) — на дюнах-кучугурах з представниками злакового степу та сірими лишайниками в наземному покриві;
- свіжий (А2) — з зеленими мохами і брусницею;
- вологий (А3) — з мохами і чорницею;
- мокрий (А4) — з мохами, чорницею, буяхами, багном;
- заболочений (А5) — з невисокою сосною на сфагновому торфовищі.

Береза поширена в усіх типах борів, крім сухих. Найпродуктивнішими є свіжі бори.